# La Vila Olímpica del Poblenou

Bairros do distrito de Sant Martí, Barcelona.

A La Vila Olímpica del Poblenou (antes conhecido simplesmente como Vila ou Vila Olímpica) é um bairro atual do distrito de Sant Martí (Barcelona), na área do El Poblenou tradicional que foi objeto de reforma e habilitado como residência de esportistas com motivo dos Jogos Olímpicos de Barcelona. Sua delimitação está entre as ruas Marina, Salvador Espriu,  Wellington, Llull, Àvila, Avinguda d'Icària, e Jaume Vicens i Vives. A zona mais próxima ao parque era anteriormente conhecida como Fort Pius, que se estendia também por uma parte do bairro de El Parc i la Llacuna del Poblenou.

## História
A Vila Olímpica do Poblenou conta com uma marina, um grande passeio marítimo e grande oferta de bares e restaurantes. Foi desenhada por Josep Martorell, Oriol Bohigas, David Mackay e Albert Puigdomènech. Os edifícios que a formam são obra de arquitetos ganhadores do prêmio FAD de arquitetura e design de interiores. A Vila Olímpica foi construída com dois objetivosː modernizar este setor da cidade e satisfazer as necessidades de alojamento dos atletas que iriam participar dos Jogos Olímpicos de Verão de 1992.

## Educação, cultura e ócio
O bairro é eminentemente residencial de baixa densidade, pelo que, ao final de 2008, o bairro dispunha de 1 centro de educação pré-escolar, 3 de educação primária, e um de secundária. No bairro se situa um campus da UPF, na que se alberga a Faculdade de Ciências Econômicas e Empresariais, a de Direito, a de Humanidades além de vários institutos e escolas universitárias e centros de investigação.
Abriga três bibliotecas, a do Instituto Universitário de História Jaume Vicens Vives, a General Jaume I i Dipòsit de les Aigües, ambas na UPF e a Xavier Benguerel, na avenida de Icària.

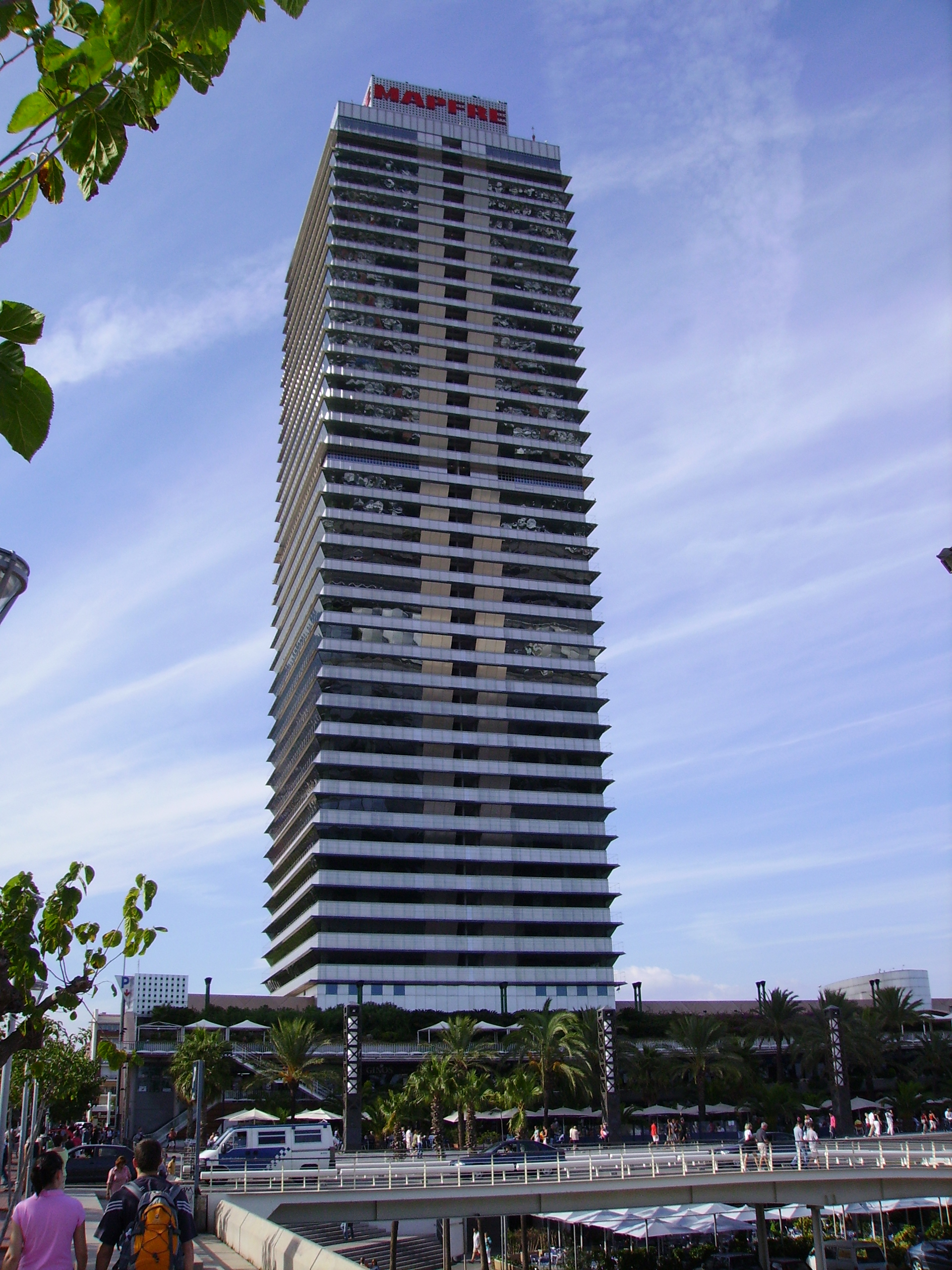
Vista da Torre Mapfre desde o porto olímpico. Ainda foi construída a vez que o Hotel Arts e formava parte do mesmo projeto, solo a Torre Mapfre situada na vertente norte (o Besós) pertence a este bairro e ao distrito de Sant Martí.

No bairro se situa o Porto Olímpico construído com motivo dos jogos para a navegação esportiva cuja capacidade lhe permite acolher um número considerável de embarcações. Dispõe de vários locais de vibes noturnas assim como numerosos restaurantes de reputada categoria. Justo ao norte se encontra a praia da Nova Icària.

## Outras instalações e serviços
O bairro alberga um centro comercial chamado La Vila. Dispõe também de uma igreja católica e um centro de culto hindu. No bairro também se assenta um Posto de saúde Vila Olímpica.

## Transportes
Em La Vila Olímpica del Poblenou se localiza a estação Ciutadella - Vila Olímpica que da serviço a rede de metropolitano. Se encontram ali também as estações terminais da rede de VLT Trambesòs Ciutadella-Vila Olímpica e Wellington. No bairro se localizam nove estações de Bicing (2008).